# O Grande Circo Místico (trilha sonora)
| Críticas profissionais | Críticas profissionais |
| Avaliações da crítica  | Avaliações da crítica  |
| Fonte                  | Avaliação              |
| ---------------------- | ---------------------- |
| All Music Guide        | [ 1 ]                  |

A trilha sonora de O Grande Circo Místico foi composta por Chico Buarque e Edu Lobo. As músicas foram interpretadas por Milton Nascimento, Gal Costa,  Simone, Zizi Possi entre outros. O disco foi lançado pela Som Livre em 1983. O disco já teve vários relançamentos em CD por diversas gravadoras, tais como Velas, PolyGram e Biscoito Fino, embora a Som Livre tenha lançado o original.

## Faixas
| N.º | Título                                   | Compositor(es)          | Duração |  |
| 1.  | "Abertura do circo (Instrumental)"       | Chico Buarque; Edu Lobo | 2:30    |  |
| 2.  | "Beatriz - Milton Nascimento"            | Chico Buarque; Edu Lobo | 5:01    |  |
| 3.  | "Valsa dos clowns - Jane Duboc"          | Chico Buarque; Edu Lobo | 3:39    |  |
| 4.  | "Opereta do casamento - Coro"            | Chico Buarque; Edu Lobo | 3:55    |  |
| 5.  | "A história de Lily Braun - Gal Costa"   | Chico Buarque; Edu Lobo | 3:51    |  |
| 6.  | "Meu namorado - Simone"                  | Chico Buarque; Edu Lobo | 2:44    |  |
| 7.  | "Sobre todas as coisas - Gilberto Gil"   | Chico Buarque; Edu Lobo | 5:00    |  |
| 8.  | "A bela e a fera - Tim Maia"             | Chico Buarque; Edu Lobo | 2:54    |  |
| 9.  | "Ciranda da bailarina - Coro Infantil"   | Chico Buarque; Edu Lobo | 2:22    |  |
| 10. | "O circo místico - Zizi Possi"           | Chico Buarque; Edu Lobo | 3:41    |  |
| 11. | "Na carreira - Chico Buarque & Edu Lobo" | Chico Buarque; Edu Lobo | 4:06    |  |